# Убой животных

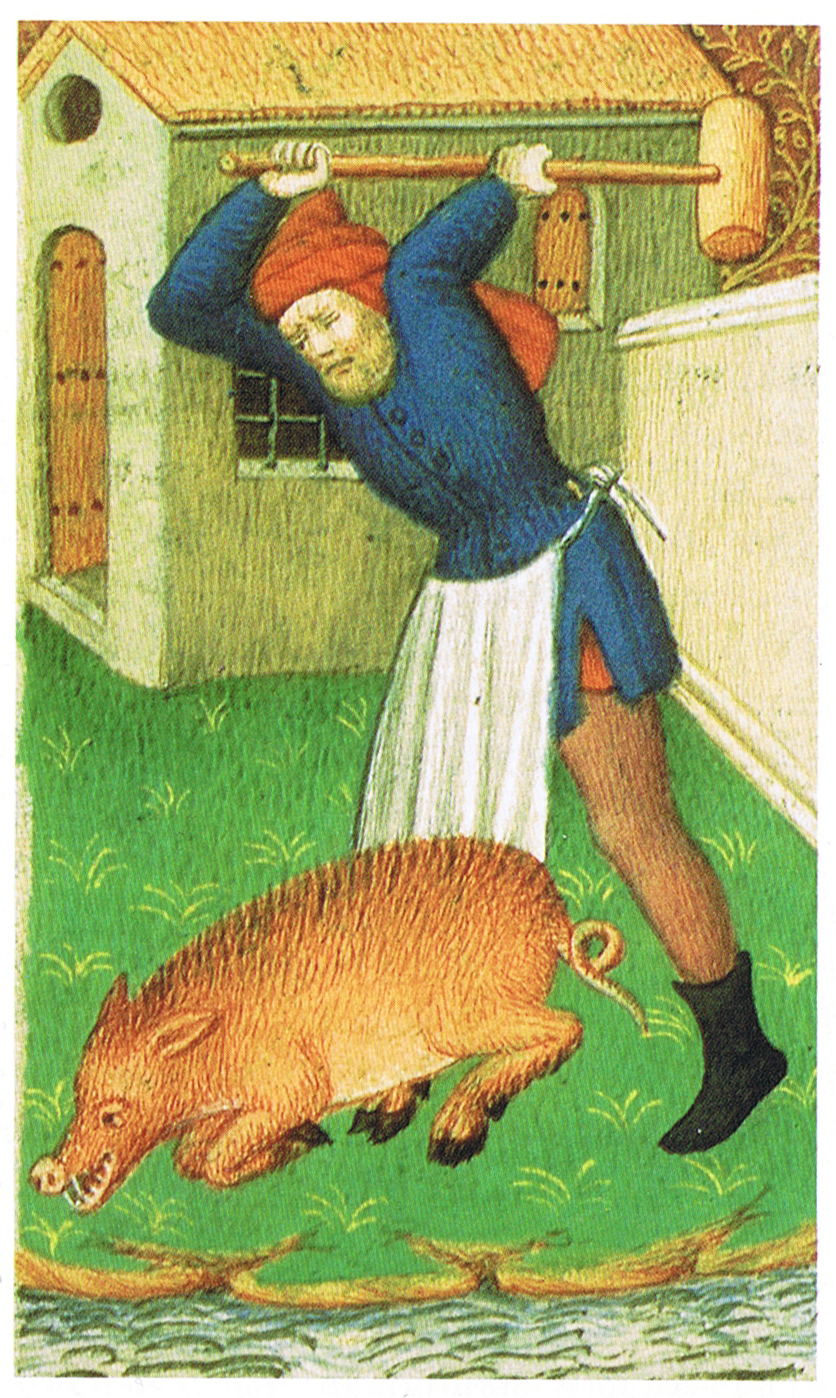
Убой свиньи

Убой животных, забой животных — умерщвление животных человеком, как правило, с целью их переработки. 
В первую очередь термин убой животных относится к убою сельскохозяйственного (домашнего) скота и птицы, но также и к убою диких промысловых животных и пернатой дичи. 
Целью убоя животных обычно является употребление в пищу и переработка частей туши для использования в промышленности (например, выделка кож), фармакологии и других отраслях хозяйства. Также убой может применяться для умерщвления больных или находящихся под угрозой заболевания животных как для предотвращения экономического урона в случае, когда болезнь животного не является препятствием для употребления мяса в пищу (вынужденный убой на мясо), так и во избежание распространения тяжёлых эпидемических заболеваний (санитарный убой).

## Убой домашнего скота и птицы в пищу
Для пищи в убой идут: корова (получаемое мясо — говядина и телятина), азиатский буйвол, овца (получаемое мясо — баранина), домашняя коза (получаемое мясо — козлятина), свинья (получаемое мясо — свинина), лошадь (получаемое мясо — конина) и домашняя птица, в основном курица, индейка и утка. Убой крупных животных (крупный рогатый скот, свиньи) обычно производится с предварительным оглушением животного.

## Технологии убоя
Домашний убой птицы, как правило, выполняется отрубанием головы топором. В промышленности — гильотинами, которые на современных птицефабриках полностью автоматизированы и исключают участие человека.
Мелкий скот (коз, овец) чаще всего забивают, подвешивая задними лапами к жерди (в домашних условиях) или конвейеру (в промышленности) вниз головой, после чего перерезают артерии. В промышленном убое для этих целей используются специализированные пневматические ножи.

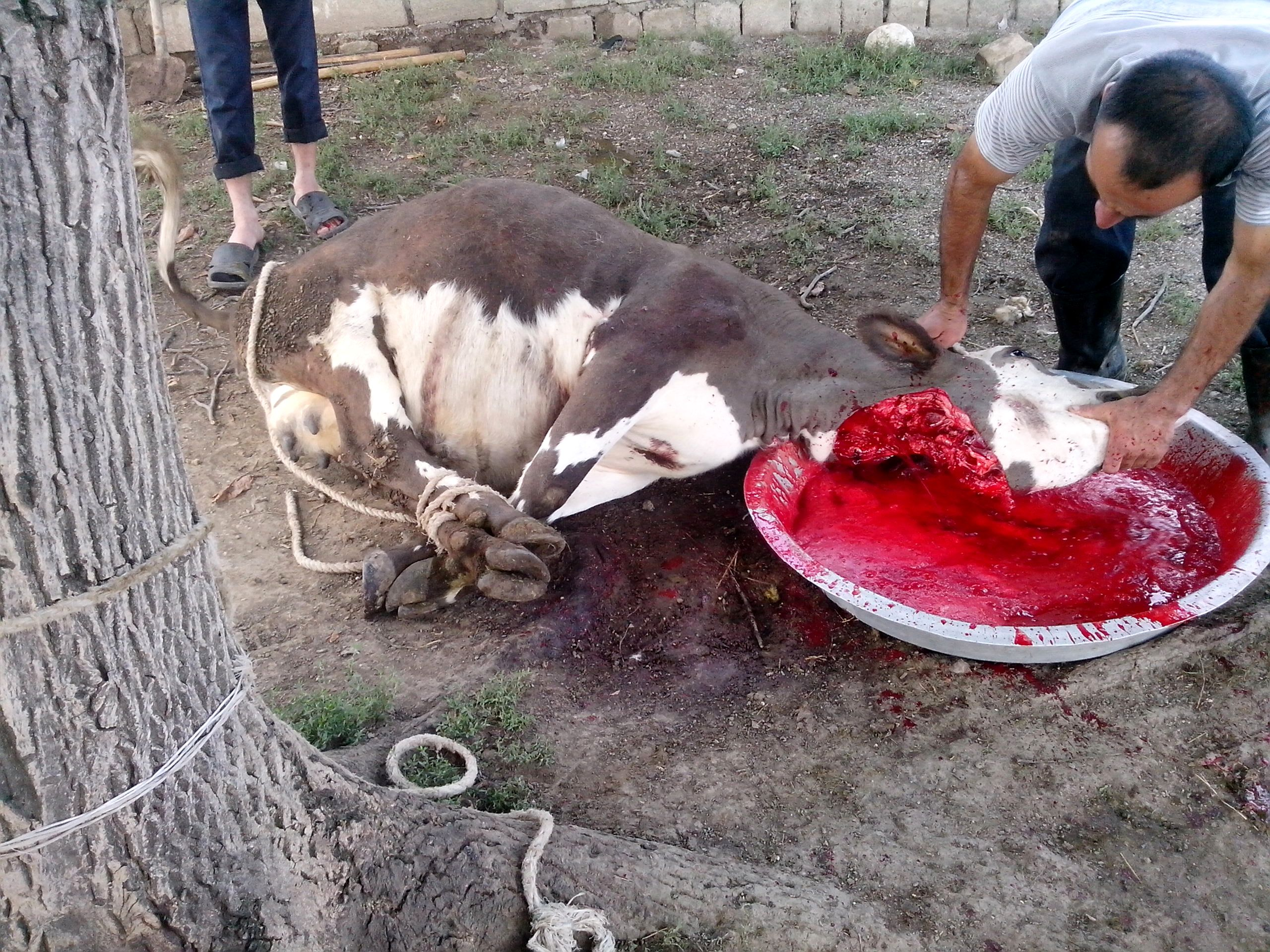
Убой телёнка

Свиней при домашнем убое обычно предварительно связывают, после чего укладывают на правый бок и длинным прочным ножом пробивают кожные покровы и грудную клетку таким образом, чтобы нож достал до сердца. Однако такой способ вызывает снижение качества получаемого мяса, так как значительная часть крови попадает в грудную клетку. Опытные забойщики практикуют убой свиней таким же методом как и овец — подвешиванием за задние лапы и перерезанием сонной артерии. В этом случае функционирующее еще некоторое время сердце выдавливает через раны значительную часть крови, что позволит получить мясо более высокого качества. В промышленности свиней убивают исключительно перерезанием артерий. Убой крупных особей в домашних условиях весьма опасен. Раненое животное может разорвать вязи и напасть на забойщиков. 
Домашний убой крупного рогатого скота, лошадей и верблюдов сопряжен с большим риском по причине большой массы и физической силы этих животных, поэтому всегда выполняется группой из двух-трех человек. Перед убоем животное обычно надежно привязывают головой к достаточно прочной опоре (дереву, надежно вкопанному столбу, постройке) после чего наносят по лбу мощный оглушающий удар топором или кувалдой. Может также применяться выстрел в голову из охотничьего ружья. Потерявшему сознание животному быстро перерезают несколько артерий и яремную вену. В промышленных условиях для оглушения используется удар электрическим током или пневматический пистолет с выдвигающимся ударным стержнем (пневмомолоток).

## Регулирование
Во многих странах правила убоя скота регулируются государством. Так, в большинстве развитых стран убой скота в пищу должен производиться под контролем ветеринарного врача или фельдшера. В России домашний (подворный) убой возможен, только если скот откармливается в личном хозяйстве для собственных нужд. На Украине подворный убой одно время планировали к запрету к 2014 году.

## Национальные особенности

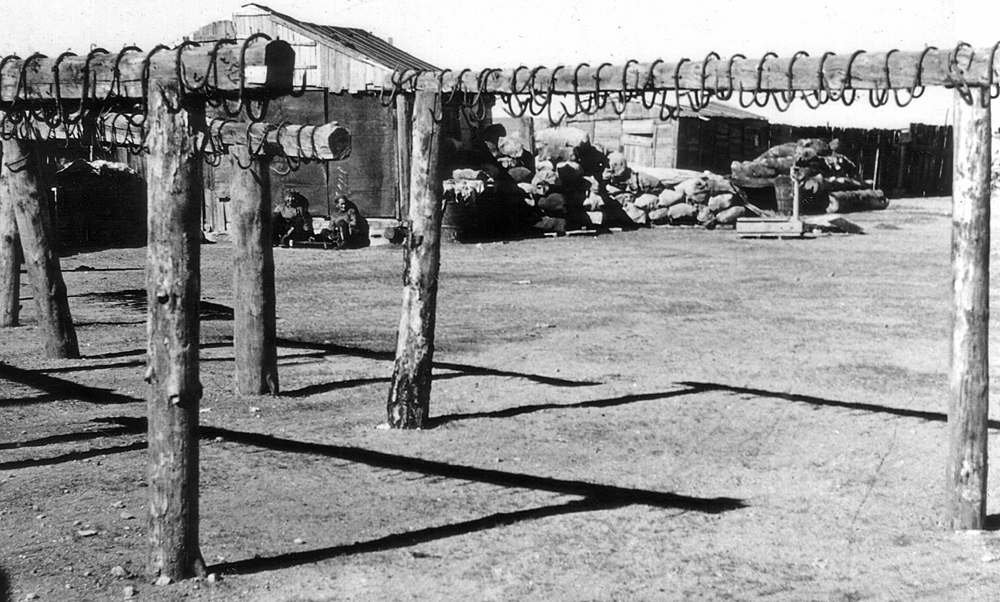
Скотобойня в Монголии (1972)

Стандарты и правила, регулирующие убой животных, значительно различаются по всему миру. Во многих странах убой животных регулируется обычаями и традициями, а не законом. Так, например, в арабских странах и Индостане существуют два вида мяса: производимое на современных механизированных бойнях, а также — в местных мясных лавках, в антисанитарных условиях.
В некоторых общинах убой животных может находиться под контролем религиозных законов, таких как халяль у мусульман и кашрут у иудеев. Они оба требуют, чтобы животное на момент смерти было в сознании, а также не было в стрессе до момента убоя. Эти требования могут противоречить национальным регламентам, когда скотобойни, придерживающиеся правил халяльного и кошерного убоя, находятся не в мусульманских странах и не в Израиле соответственно. В Швеции, Дании, Норвегии, Голландии и Швейцарии кошерный и халяльный убой без предварительного оглушения запрещён в связи с жестокостью этого метода, при котором в момент перерезания горла и значительное время после него животное остаётся в сознании и бьётся в агонии.

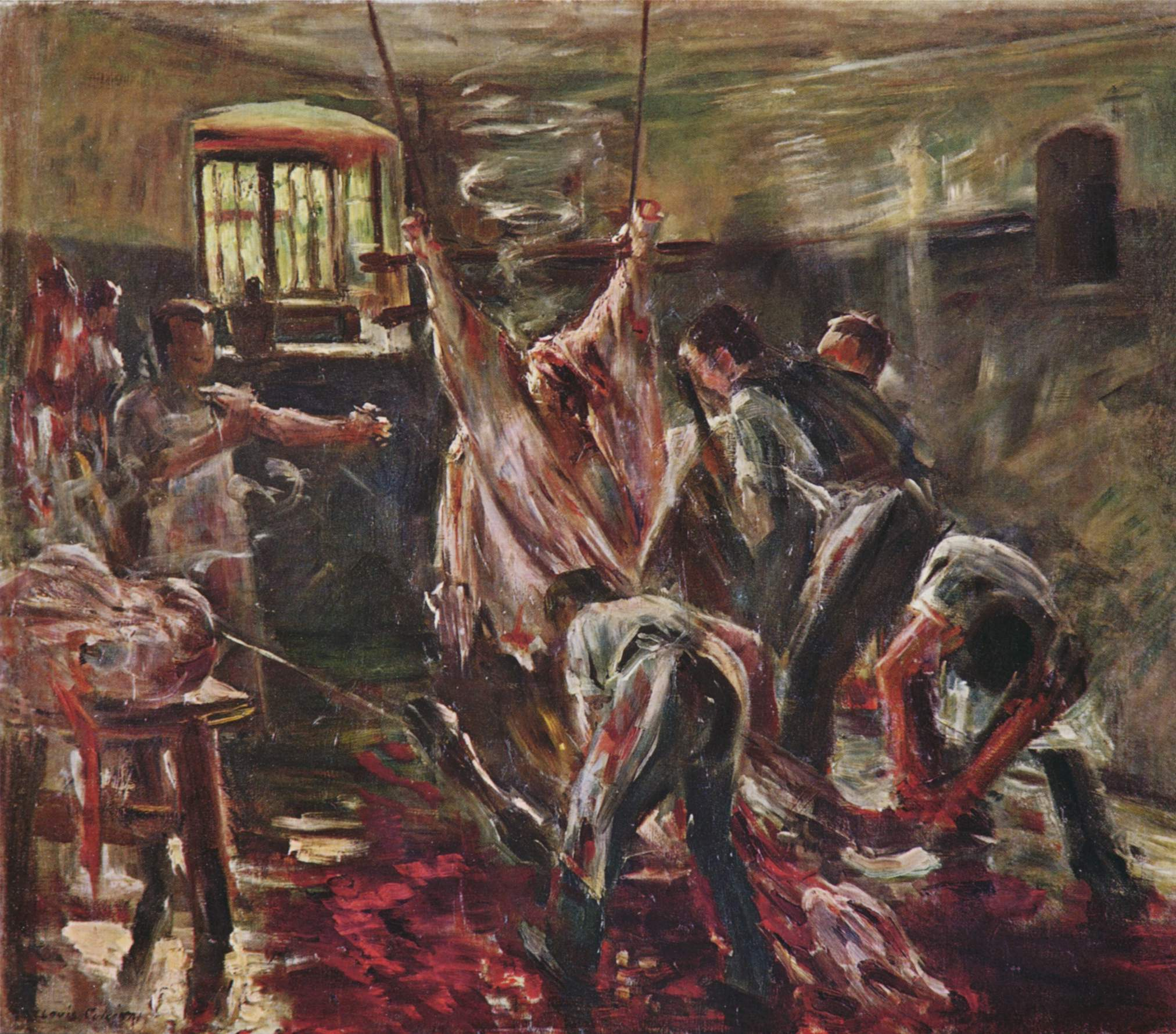
«На скотобойне»
Художник Ловис Коринт, 1893

Во многих обществах традиционное культурное и религиозное отвращение от убоя скота привело к предубеждениям относительно вовлечённых в этот процесс людей. В Японии, где запрет убоя скота для производства пищевых продуктов был отменён лишь в конце XIX века, новоявленная индустрия убоя нанимала рабочих в основном из деревень буракуминов, которые традиционно заняты в профессиях, связанных со смертью (например, палачи и гробовщики). В некоторых районах на западе Японии предрассудки, связанные с бывшими и нынешними жителями этих районов (буракуминами), всё ещё являются больным вопросом. Из-за этого даже слово «убой» под давлением некоторых общественных групп считается неполиткорректным, так как включает в себя кандзи «убивать», якобы показывающий с отрицательной стороны людей, занятых в этом процессе.
В некоторых странах существуют законы, предохраняющие конкретные виды или классы животных, особенно табуированных, от убоя их с целью потребления мяса людьми. Так, индуизм считает корову священным животным, и её убой считается немыслимым и оскорбительным, однако в настоящее время не во всех штатах Индии запрещён убой коров, и религиозно настроенные массы неоднократно требовали от руководства страны ввести во всех штатах полный запрет на их убой. Убой коров и импорт говядины строго запрещён в Непале. Несколько штатов США запретили убой и потребление мяса собак. Продажа и потребление конины является незаконным в Иллинойсе и Калифорнии, хотя лошадей и забивают с целью экспорта мяса в Европу и Японию для потребления людьми, а также на рынок кормов для домашних животных США.
В нацистской Германии в 1933 году был принят закон о скотобойнях, запрещающий жестокий кошерный и халяльный забой, нарушителю закона грозил концлагерь.